# 西日本社会学会
西日本社会学会（にしにほんしゃかいがっかい、英語: Sociological Society Of West Japan）は、日本の学術研究団体の一つ。

## 概要
1946年8月設立。学術研究団体としての種別は単独学会。
社会学を学術研究領域とし、会員相互の協力によって、社会学の研究を促進し、その発達・普及を図ることを目的としている。
国内においては社会学系コンソーシアムに加入している。

## 沿革
- 1946年 - 西部社会学会発足。
- 1973年 - 西日本社会学会に改称。

## 刊行物

### 西日本社会学会年報
- 誌名（和文）：西日本社会学会年報
- 誌名（欧文）：Journal of the Sociological Society of West Japan
- 創刊年：2003
- 資料種別：ジャーナル（査読付き論文を含む）
- 使用言語：日英混在
- 発行形態：印刷体、eジャーナル
- 著作権帰属先：学会
- クリエイティブコモンズ：定めていない
- 購読：有料